# 歐崇敬
歐崇敬（1967年3月7日—），臺灣未來學學者，中國國民黨黨員、前民主進步黨黨員、前親民黨黨員、前喜樂島聯盟黨員，現任中州科技大學副校長，曾任台灣工黨主席。取得中國文化大學哲學研究所哲學博士學位，現任中州科技大學講座教授、民權時報總編輯、《世界中國思想學報》創刊人暨總策畫，曾任教于佛光大学、南华大学、环球科技大学、東華大學、黑龍江大學等等，也从事过商业杂志总编、房地产杂志总监、财经台主持人兼顾问、文创、音乐教学等各种各樣的工作。
欧崇敬积极参与政治活動，从2008年起，三次争取參與选举。2011年受國民黨徵召參選臺南市第一選舉區立法委員；2015年，欧崇敬由親民黨提名参选新竹市選舉區立法委員。2019年7月20日，歐崇敬成為喜樂島聯盟創黨黨員，並為12位決策委員之一。同年9月15日，宣布退出喜樂島聯盟，並將以無黨籍身分參選新北市第一選舉區立法委員。
歐崇敬的研究領域涵蓋歷史學、地理學、未來學、經濟學、小說、新詩、國家理論、哲學。

## 早年及背景
歐崇敬出生於台南市，父親家族從台南搬到高雄地區。歐崇敬的母親則是台南佳里漚汪地區人，為「北門七子」中林芳年的女兒。歐崇敬外叔公林金莖，曾任台灣駐日代表。欧崇敬自辅仁大学日语系获学士学位，政治大学获法学硕士，中国文化大学哲学所获博士学位。

## 经历
欧崇敬从2000年到2004年在佛光人文社会学院任助理教授，2005到2009年在南华大学任副教授，2009年到2015年在环球科技大学任副教授，从2015年开始在中州科技大学任副校长，2017年8月獲聘為該校講座教授。其研究与专长包括中国哲学史、应用伦理学、未来与趋势、创意、管理策略、谈判策略等。
欧崇敬还从事过商业杂志总编、房地產雜誌總監、財經台主持人兼顧問、文創、音樂教學等多樣化工作。欧崇敬称“從求學到就入不同職場，他一路上都不時檢視自己，因應趨勢做定位的調整”。

## 从政经历
欧崇敬从2008年起，曾经三次参加选举或者争取参加选举。歐於17岁求學時加入中國國民黨。2008年歐在大學執教時，3月22日在民主進步黨敗於總統選舉日，加入民进党，表態争取2009年嘉义市市长选举提名人资格。歐称与民进党政策會副執行長沈發惠是小學同學，理念與民進黨比較相近。但后来民进党不分区立法委员涂醒哲愿意参选嘉义市长，欧表态支持。
2011年，欧崇敬接受中國國民黨的邀請，至国民党艰困的台南市第一选区参选立法委员。
2015年，欧崇敬退出国民党，与亲民党接触。他原打算参选臺北市第七選區立委，挑戰現任立法委員費鴻泰，一度考慮由親民黨提名參選嘉義市立委、最後選擇於新竹市參選區域立委。
2019年9月13日，歐崇敬自行至中華民國中選會登記為2020總統副總統被連署人。
2019年9月15日，歐崇敬在喜樂島聯盟決策委員會的Line群組內宣布，「至9月15日0時分 辭去喜樂島 所有身分 包含退出黨員 並且 以無黨籍身份 參選新北市第一選區立法委員」。

## 選舉紀錄
| 年度 | 選舉屆數           | 選舉區           | 所屬政黨   | 得票數 | 得票率 | 當選標記 | 備註 |
| ---- | ------------------ | ---------------- | ---------- | ------ | ------ | -------- | ---- |
| 2012 | 第八屆立法委員選舉 | 臺南市第一選舉區 | 中國國民黨 | 46,422 | 24.27% |          |      |
| 2016 | 第九屆立法委員選舉 | 新竹市選舉區     | 親民黨     | 4,189  | 1.91%  |          |      |
| 2020 | 第十屆立法委員選舉 | 新北市第一選舉區 | 無黨籍     | 892    | 0.35%  |          |      |

## 爭議

### 維基鎖定事件
2015年8月23日，歐崇敬向嘉义市和台北市警察局报案提告，称维基百科关于他的条目說明介紹等遭他人「不法修改」，且被「鎖定三个月」，使他本人或者他的网军无法恢复，他认为这是当时竞选对手李俊俋或者其团队所为，因此告上了李俊俋。對此，李俊俋認為是選舉動作，「聽了笑笑就好」。

### 楊偉中學歷事件
2016年9月，歐崇敬爆料不當黨產處理委員會委員楊偉中「碩士學歷」造假
，隨後藍營名嘴如蔡正元、邱毅等指控楊偉中使用假學歷，楊偉中立刻提出「學位證明書」自清，楊偉中還說，歐崇敬向政大查詢楊偉中學歷，但名嘴們仍然不斷攻擊，認為「學位證明書」無效，名嘴劉益宏甚至大動作，到台北地檢署告發楊偉中「偽造文書」。楊偉中為了破除謠言，於是到校辦理好離校手續，正式領取畢業證書。